# Q-vism
『Q-vism』（キュビズム）は、日本の音楽ユニット・Who-ya Extendedのデビューシングル。2019年11月27日にSME Records（Sony Music Labels Inc.）より発売。

## 概要
- 弱冠二十歳のボーカリストWho-ya（フーヤ）を中心としたクリエイターズユニット、Who-ya Extended（フーヤエクステンデッド）のデビューシングル。
- 表題曲「Q-vism」は、『PSYCHO-PASS サイコパス 3』オープニングテーマ。謎の多い新人アーティストの大抜擢となった。[1]
- CDは、通常版、初回生産限定盤、期間生産限定盤との3形態で発売[2]。
- 通常版、初回生産限定盤のカバーアートはよしおか。[3]
- 初回生産限定盤の特典DVDには表題曲「Q-vism」のミュージックビデオを収録。
- 期間生産限定盤の特典DVDには「フジテレビ“ノイタミナ”アニメ「PSYCHO-PASS サイコパス 3」ノンクレジットオープニングムービー」を収録。

## 楽曲説明
1. Q-vism
フジテレビアニメ「PSYCHO-PASS サイコパス 3」 オープニングテーマ。
タイトルはパブロ・ピカソからインスピレーションを受けてつけた。[4]
『PSYCHO-PASS サイコパス』は、ディストピア的な世界観だったり、哲学や思想が強めの作品だったりしたことを含めて、Who-ya Extendedと同じ温度感を感じていた。[5]
  - ライナーノーツ
偽りや問い、憎悪を繰り返し追い求め続けた先では何を見られるのか。自らが真実と見なすものは瞳の中に隠されているのか、それ以外は嘘か。点と点を繋いで生き、靄の中で掴んだものが偽善や錯覚でも、数ある視点の一つにすぎない。闇も光も自らの一部なのだから。[6]
2. S-cape 2 the abs
Q-vismのカップリング曲。
Q-vismとはまた別の色を持った、少しダークで多面性を感じる楽曲。[7]
MVは楽曲が持つ独特な浮遊感が映像美と共に表現されている作品。[8]

## 収録曲

### 全形態共通
| 全作詞・作曲・編曲: Who-ya Extended。 |                                    |                 |                 |      |
| #                                     | タイトル                           | 作詞            | 作曲・編曲      | 時間 |
| 1.                                    | 「Q-vism」                         | Who-ya Extended | Who-ya Extended | 3:02 |
| 2.                                    | 「S-cape 2 the abs」               | Who-ya Extended | Who-ya Extended | 3:36 |
| 3.                                    | 「Q-vism」(Instrumental)           | Who-ya Extended | Who-ya Extended | 3:02 |
| 4.                                    | 「S-cape 2 the abs」(Instrumental) | Who-ya Extended | Who-ya Extended | 3:36 |
| 合計時間:                             | 合計時間:                          | 13:16           |                 |      |

### 期間生産限定盤
| 全作詞・作曲・編曲: Who-ya Extended。 |                                    |                 |                 |      |
| #                                     | タイトル                           | 作詞            | 作曲・編曲      | 時間 |
| 1.                                    | 「Q-vism」                         | Who-ya Extended | Who-ya Extended | 3:02 |
| 2.                                    | 「S-cape 2 the abs」               | Who-ya Extended | Who-ya Extended | 3:36 |
| 3.                                    | 「Q-vism」(Instrumental)           | Who-ya Extended | Who-ya Extended | 3:02 |
| 4.                                    | 「S-cape 2 the abs」(Instrumental) | Who-ya Extended | Who-ya Extended | 3:36 |
| 5.                                    | 「Q-vism」(TV-size)                | Who-ya Extended | Who-ya Extended | 1:30 |
| 合計時間:                             | 合計時間:                          | 14:46           |                 |      |

## 評価
- Skreamは「純然たるバンドではないアーティストにここまでやられてしまうと、もう並のロック・バンドでは太刀打ちできる余地があまりない。今作でメジャー・デビューを果たしたWho-ya Extendedは、弱冠20歳のヴォーカリスト Who-yaを中心としたクリエイターズ・ユニット。TVアニメ"PSYCHO-PASS サイコパス 3"のOPに起用されている表題曲「Q-vism」の持つ鋭利さと中毒性フルゲージ加減は、憎らしいほどにカッコ良さが満載で一切の隙なし。かと思えば、c/w「S-cape 2 the abs」で聴ける爽快さを漂わせたギター・ロック然とした音像とWho-yaの伸びやかな歌声は、聴き手を癒したりもする。公式サイトにはまだ情報らしいものがほぼ見当たらない。いったい何者だ！？（杉江 由紀）」と評した[9]。